# جنگ گرانادا
جنگ گرانادا یا سقوط گرانادا محاصرهٔ شهر گرانادا بود که در یک دورهٔ ۱۰ ساله رخ داد و تا تسلیم ۲ ژانویه ۱۴۹۲ به درازا کشید. نیروهای متحد شدهٔ دو پادشاهی آراگون و کاستیا توانستند که این شهر را از تسلط نیروهای مسلمان امارت گرانادا خارج سازند. گرانادا آخرین پایگاه نیروهای مورو بود و سقوط آن پس از ۷۸۰ سال، به کنترل مسلمانان بر اندلس پایان داد. تسلیم گرانادا ضربهٔ بزرگی به اسلام و در مقابل، پیروزی بزرگی برای مسیحیت تلقی شد. سایر کشورهای مسیحی، تبریک و شادباش صمیمانه خود را برای فردیناند و ایزابلا عرضه داشتند و این در حالی بود که مورخان معاصر اسلامی، با ناامیدی نسبت به این موضوع واکنش نشان دادند. در کاستیل و آراگون جشن‌ها و گاوبازی‌ها برگزار گردید و مردم در خیابان به شادی پرداختند.
برای مسیحیت، استخلاص گرانادا از حکومت اسلامی، به عنوان تعادلی (جبران) در قبال از دست دادن قسطنطنیه به دست ترک‌های عثمانی در ۴۰ سال قبل تلقی می‌شد. شرایط معاهده برای مسلمانان در راستای تسلیم گرانادا، سخاوتمندانه و مشابه شرایط ارائه‌شده به ساکنان شهرهایی بود که پیش‌تر تسلیم‌شده بودند و این موضوع در زمانی اتفاق افتاده بود که هنوز سرنوشت نهایی جنگ در هاله‌ای از ابهام قرار داشت. بر طبق شرایط موصوف، مسلمانان به مدت سه سال می‌توانستند که آزادانه مهاجرت کرده یا دوباره بازگردند. همچنین به آنها اجازه داده شد تا سلاح نگه دارند — البته نه اسلحهٔ گرم — و این شرطی بود که قرار بود یک ماه بعد لغو شود. هیچ‌کس مجبور به تغییر دین نشد و این موضوع شامل مسیحیان سابق هم می‌گردید که اخیراً به دین اسلام گرویده بودند.
جنگ پروژه‌ای مشترک میان تاج کاستیا (به رهبری ایزابلا) و تاج آراگون (به رهبری فردیناند) بود. بخش عمده‌ای از نیروها و منابع مالی جنگ از کاستیا تأمین شد و گرانادا به قلمرو کاستیا ضمیمه گردید. نقش تاج آراگون کمتر بود: به‌جز حضور شخص پادشاه فردیناند، آراگون پشتیبانی دریایی، سلاح و برخی وام‌های مالی را فراهم کرد. به اشراف‌زادگان وعدهٔ دست‌یابی به اراضی جدید داده شد، در حالی که فردیناند و ایزابلا قدرت خود را متمرکز و تثبیت کردند.
پیامدهای جنگ، به همزیستی ادیان در شبه‌جزیره ایبری پایان داد: یهودیان طبق فرمان الحمرا در سال ۱۴۹۲ مجبور به پذیرش دین مسیحیت یا ترک سرزمین شدند، و تا سال ۱۵۰۱، همهٔ مسلمانان گرانادا نیز موظف به تغییر دین، بردگی یا تبعید شدند؛ تا سال ۱۵۲۶ این ممنوعیت به سایر مناطق اسپانیا نیز گسترش یافت. «مسیحیان جدید» (نوکیشان) به پنهان‌کاری در حفظ باورهای اسلامی یا یهودی (اسلام مخفی و یهودیت مخفی) متهم می‌شدند. اسپانیا در ادامه، آرمان‌های ملی خود را به‌عنوان پاسدار مسیحیت و کاتولیسیسم تعریف کرد. سقوط الحمرا هنوز هر ساله توسط شورای شهر گرانادا جشن گرفته می‌شود و جنگ گرانادا در تاریخ‌نگاری سنتی اسپانیا، به‌عنوان آخرین جنگ بازپس‌گیری اندلس یا «بازپس‌گیری» (ریکونکویستا) شناخته می‌شود.

## ایبریا و اندلس در اواخر قرن پانزدهم
در زمان جنگ گرانادا، امیرنشین غرناطه آخرین دولت مسلمان در شبه‌جزیره ایبری بود که بیش از دو قرن دوام آورده بود. سایر دولت‌های باقی‌مانده اندلس (طوایف) که بازمانده خلافت قدرتمند کوردوبا بودند، مدت‌ها پیش توسط مسیحیان فتح شده بودند. پیش از سقوط نهایی گرانادا، بدبینی نسبت به آینده آن وجود داشت؛ در سال ۱۴۰۰، ابن‌هدیل نوشت: «آیا گرانادا در میان دریایی خروشان و دشمنی مسلح و سهمناک گرفتار نشده که شب و روز بر مردمش فشار می‌آورد؟»
با این حال، گرانادا ثروتمند و قدرتمند بود و پادشاهی‌های مسیحی با یکدیگر درگیر و پراکنده بودند. مشکلات گرانادا پس از مرگ امیر یوسف سوم در سال ۱۴۱۷ تشدید شد. درگیری‌های مربوط به جانشینی موجب شدند تا گرانادا عملاً درگیر نوعی جنگ داخلی دائمی با شدت پایین باشد. وفاداری قبیله‌ای از وفاداری به امیر قوی‌تر بود، و این موضوع تثبیت قدرت را دشوار می‌کرد. اغلب تنها قلمرو واقعی تحت کنترل امیر، شهر گرانادا بود. گاه حتی همهٔ شهر نیز در کنترل امیر نبود و یکی از امیران رقیب الحمرا را در اختیار داشت، در حالی که دیگری محله مهم البی‌زین را اداره می‌کرد.
این درگیری‌های داخلی دولت را به‌شدت تضعیف کرد. اقتصاد رو به افول گذاشت، و تولید چینی که زمانی در گرانادا پیشتاز بود، به چالش کشیده شد؛ به‌ویژه توسط شهر مسیحی «مانی‌سس» در نزدیکی والنسیا در قلمرو تاج آراگون. با وجود ضعف اقتصادی، مالیات‌ها همچنان با نرخ‌های بالای پیشین اخذ می‌شدند تا از دیوارهای دفاعی گسترده و ارتش بزرگ گرانادا حمایت شود. مردم عادی گرانادا سه برابر افراد عادی کاستیل (در صورت معاف نبودن از مالیات) مالیات می‌پرداختند. مالیات‌های سنگینی که امیر ابوالحسن علی وضع کرده بود، نقش بزرگی در کاهش محبوبیت او داشتند. با این حال، این مالیات‌ها از ارتشی قابل احترام پشتیبانی می‌کردند؛ حسن موفق شد شورش‌های مسیحیان را در اراضی خود سرکوب کند، و برخی ناظران تخمین می‌زدند که او توانایی جمع‌آوری تا ۷۰۰۰ سواره‌نظام را دارد.
مرز میان گرانادا و سرزمین‌های کاستیل در آندلس همواره در حال تغییر بود و وضعیت آن «نه در صلح و نه در جنگ» توصیف می‌شد. یورش‌های مرزی بسیار رایج بودند و اشراف محلی دو سوی مرز گاه با یکدیگر متحد می‌شدند. روابط میان طرفین با آتش‌بس‌های پراکنده و خواسته‌های پرداخت خراج در صورت تخطی طرف مقابل تنظیم می‌شد. دولت‌های مرکزی دو کشور کنترل چندانی بر این درگیری‌ها نداشتند.
مرگ هنری چهارم، پادشاه کاستیا، در دسامبر ۱۴۷۴، منجر به آغاز جنگ جانشینی کاستیل شد؛ میان دختر هنری، جوانا لا بلترانه‌خا، و خواهر ناتنی‌اش ایزابلا. این جنگ از سال ۱۴۷۵ تا ۱۴۷۹ ادامه داشت و در آن، حامیان ایزابلا و تاج آراگون در برابر حامیان جوانا، پرتغال و فرانسه صف‌آرایی کردند. در این دوره، مرز گرانادا تقریباً نادیده گرفته شد؛ تا جایی که در سال ۱۴۷۷ حتی زحمت درخواست یا دریافت غرامت برای یک یورش نیز کشیده نشد. در سال‌های ۱۴۷۵، ۱۴۷۶ و ۱۴۷۸ آتش‌بس‌هایی منعقد شد. جنگ جانشینی در سال ۱۴۷۹ با پیروزی ایزابلا پایان یافت. از آنجا که ایزابلا پیش‌تر در سال ۱۴۶۹ با فردیناند آراگون ازدواج کرده بود، این پیروزی به معنای اتحاد دو پادشاهی قدرتمند کاستیل و آراگون بود؛ اتحادی که کشور را از درگیری‌های داخلی میان مسیحیان رها کرد، درگیری‌هایی که پیش‌تر به بقای امارت گرانادا کمک کرده بودند.

## گاهشماری

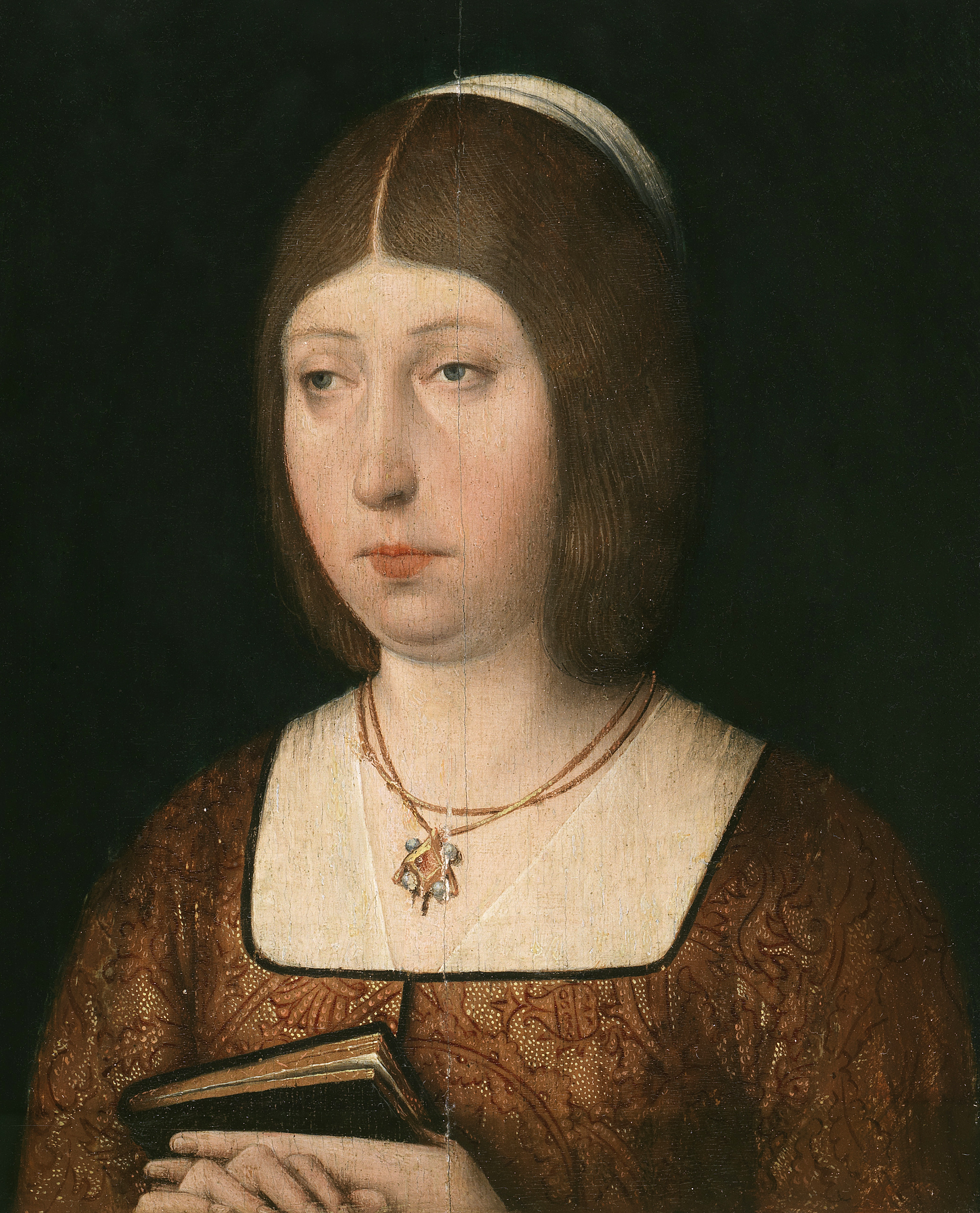
ازدواج ملکه ایزابلا با فردیناند آراگون، جبهه متحد کاستیا و آراگون را در برابر گرانادا تضمین کرد.

زمانی که گرانادا در دسامبر ۱۴۸۱، در اقدامی تلافی‌جویانه برای حمله مسیحیان، حمله غافلگیرانه‌ای را علیه زهرا آغاز کرد، آتش‌بس ۱۴۷۸ هنوز به‌طور نظری برقرار بود. شهر سقوط کرد و مردم به بردگی گرفته شدند. این حمله تحریک بزرگی بود و جناح‌های طرفدار جنگ در اندلس از آن برای جلب حمایت از یک ضدحمله استفاده کردند، به سرعت برای به دست گرفتن اعتبار آن اقدام کردند و از یک جنگ گسترده‌تر حمایت کردند. تصرف الحمرا و تأیید سلطنتی متعاقب آن معمولاً به عنوان آغاز رسمی جنگ گرانادا تلقی می‌شود. ابوالحسن در ماه مارس تلاش کرد تا الحمرا را با محاصره پس بگیرد اما موفق نشد. نیروهای کمکی از بقیه کاستیل و آراگون در آوریل ۱۴۸۲ از احتمال بازپس‌گیری الحمرا جلوگیری کردند؛ پادشاه فردیناند رسماً در ۱۴ مه ۱۴۸۲ فرماندهی را در الحمرا به دست گرفت.
مسیحیان سپس تلاش کردند تا لوخا را محاصره کنند اما در تصرف شهر ناکام ماندند. این شکست با یک چرخش که به شدت به آنها کمک می‌کرد، جبران شد: در همان روزی که محاصره لوخا شکسته شد، پسر ابوالحسن، ابوعبدالله (که به بوعبدل نیز معروف است)، شورش کرد و خود را امیر محمد دوازدهم نامید. جنگ تا سال ۱۴۸۳ ادامه یافت. برادر ابوالحسن، الزغل، یک نیروی بزرگ مسیحی را در تپه‌های آخارکیا در شرق مالاگا شکست داد. با این حال، در لوسنا، مسیحیان توانستند پادشاه بوعبدل را شکست داده و اسیر کنند. فردیناند و ایزابلا قبلاً قصد فتح تمام گرانادا را نداشتند. اما با اسارت پادشاه بوعبدل، فردیناند تصمیم گرفت از او برای فتح کامل گرانادا استفاده کند. فردیناند در نامه‌ای که در اوت ۱۴۸۳ نوشت، اظهار داشت: «برای ایجاد تفرقه در گرانادا و نابودی آن، تصمیم گرفته‌ایم او را آزاد کنیم… او [بوعبدل] باید با پدرش بجنگد.» با آزادی بوعبدل به عنوان یک متحد ظاهراً مسیحی، جنگ داخلی گرانادا ادامه یافت. یک وقایع‌نگار گرانادایی اظهار داشت که اسارت بوعبدل «علت نابودی میهن بود.»
در سال ۱۴۸۵، بخت و اقبال درگیری داخلی گرانادا بار دیگر تغییر کرد. بوعبدل توسط برادر حسن، الزغل، از البیازین، پایگاه قدرت خود، اخراج شد. الزغل همچنین فرماندهی کشور را به دست گرفت و برادر مسن خود را که اندکی بعد درگذشت، از سلطنت خلع کرد. بوعبدل مجبور شد به حمایت فردیناند و ایزابلا پناه ببرد. تفرقه مداوم در صفوف مسلمانان و حیله‌گری مارکیز کادیز، امکان تصرف مناطق غربی گرانادا را با سرعتی غیرعادی در سال ۱۴۸۵ فراهم کرد. روندا پس از پانزده روز، به لطف مذاکرات او با رهبران شهر، به دست او افتاد. سقوط روندا باعث شد که ماربیا، پایگاه ناوگان گرانادا، پس از آن به دست مسیحیان بیفتد.
بوعبدل به زودی از حمایت مسیحیان آزاد شد تا تلاش خود را برای کنترل گرانادا از سر بگیرد. در سه سال بعد، او به عنوان یکی از دست‌نشاندگان فردیناند و ایزابلا عمل کرد. او وعده استقلال محدود برای گرانادا و صلح با مسیحیان را به شهروندان داد؛ از پادشاهان کاتولیک، او عنوان دوک را برای هر شهری که می‌توانست کنترل کند، به دست آورد.

### محاصره مالاگا
مالاگا، بندر اصلی گرانادا، هدف اصلی نیروهای کاستیل در سال ۱۴۸۷ بود. امیر الزغل در تلاش برای شکستن محاصره به کندی پیشروی کرد و به دلیل جنگ داخلی جاری نتوانست ارتش‌های مسیحی را با خیال راحت آزار دهد؛ حتی پس از آنکه شهر را برای کمک به مالاگا ترک کرد، مجبور شد نیروهایی را در الحمرا برای دفاع در برابر بوعبدل و پیروانش بگذارد.
اولین شهر مهمی که مورد حمله قرار گرفت، ولز-مالاگا، در ۲۷ آوریل ۱۴۸۷ تسلیم شد و حامیان محلی بوعبدل مستقیماً به محاصره‌کنندگان مسیحی کمک کردند. مالاگا در یک محاصره طولانی که از ۷ مه ۱۴۸۷ تا ۱۸ اوت ۱۴۸۷ به طول انجامید، مقاومت کرد؛ فرمانده آن مرگ را بر تسلیم ترجیح داد و پادگان آفریقایی و مرتدان مسیحی (مسلمان‌شده‌ها) با سرسختی جنگیدند و از عواقب شکست می‌ترسیدند. در اواخر، بزرگان مالاگا سرانجام پیشنهاد تسلیم دادند، اما فردیناند نپذیرفت، زیرا شرایط سخاوتمندانه‌ای قبلاً دو بار ارائه شده بود. هنگامی که شهر سرانجام سقوط کرد، فردیناند تقریباً تمام ساکنان را به دلیل مقاومت سرسختانه‌شان با بردگی مجازات کرد، در حالی که مرتدان زنده سوزانده یا با نی سوراخ شدند. با این حال، یهودیان مالاگا در امان ماندند، زیرا یهودیان کاستیل آنها را از بردگی خریدند.
تاریخ‌نگار ویلیام پرسکات سقوط مالاگا را مهم‌ترین بخش جنگ می‌دانست؛ گرانادا بدون مالاگا، بندر اصلی‌اش، نمی‌توانست به‌طور منطقی به عنوان یک دولت مستقل به حیات خود ادامه دهد.

### محاصره بازا
الزغل پس از سقوط مالاگا اعتبار خود را از دست داد و بوعبدل در سال ۱۴۸۷ تمام شهر گرانادا را تصرف کرد؛ او علاوه بر این، شمال شرقی کشور را با ولز-روبیو، ولز-بلانکو و ورا نیز تحت کنترل داشت. الزغل همچنان بازا، گوادیکس و آلمریا را در اختیار داشت. بوعبدل در حالی که نیروهای مسیحی برخی از سرزمین‌های او را تصرف می‌کردند، هیچ اقدامی نکرد، شاید با این تصور که به زودی به او بازگردانده خواهد شد.
در سال ۱۴۸۹، نیروهای مسیحی محاصره‌ای دردناک و طولانی را بر بازا، مهم‌ترین دژ باقی‌مانده الزغل، آغاز کردند. بازا به شدت قابل دفاع بود زیرا مسیحیان را ملزم می‌کرد ارتش‌های خود را تقسیم کنند و توپخانه در برابر آن کارایی چندانی نداشت. تأمین ارتش باعث کسری بودجه هنگفتی برای کاستیلی‌ها شد. تهدیدهای گاه و بیگاه به سلب مقام برای حفظ ارتش در میدان ضروری بود و ایزابلا شخصاً برای کمک به حفظ روحیه اشراف و سربازان به محاصره آمد. پس از شش ماه، الزغل تسلیم شد، علیرغم اینکه پادگان او هنوز تا حد زیادی سالم بود؛ او متقاعد شده بود که مسیحیان در حفظ محاصره تا هر زمان که لازم باشد جدی هستند و مقاومت بیشتر بدون امید به کمک، که هیچ نشانه‌ای از آن نبود، بی‌فایده است. بازا، برخلاف مالاگا، با شرایط تسلیم سخاوتمندانه‌ای روبرو شد.

### آخرین مقاومت در گرانادا

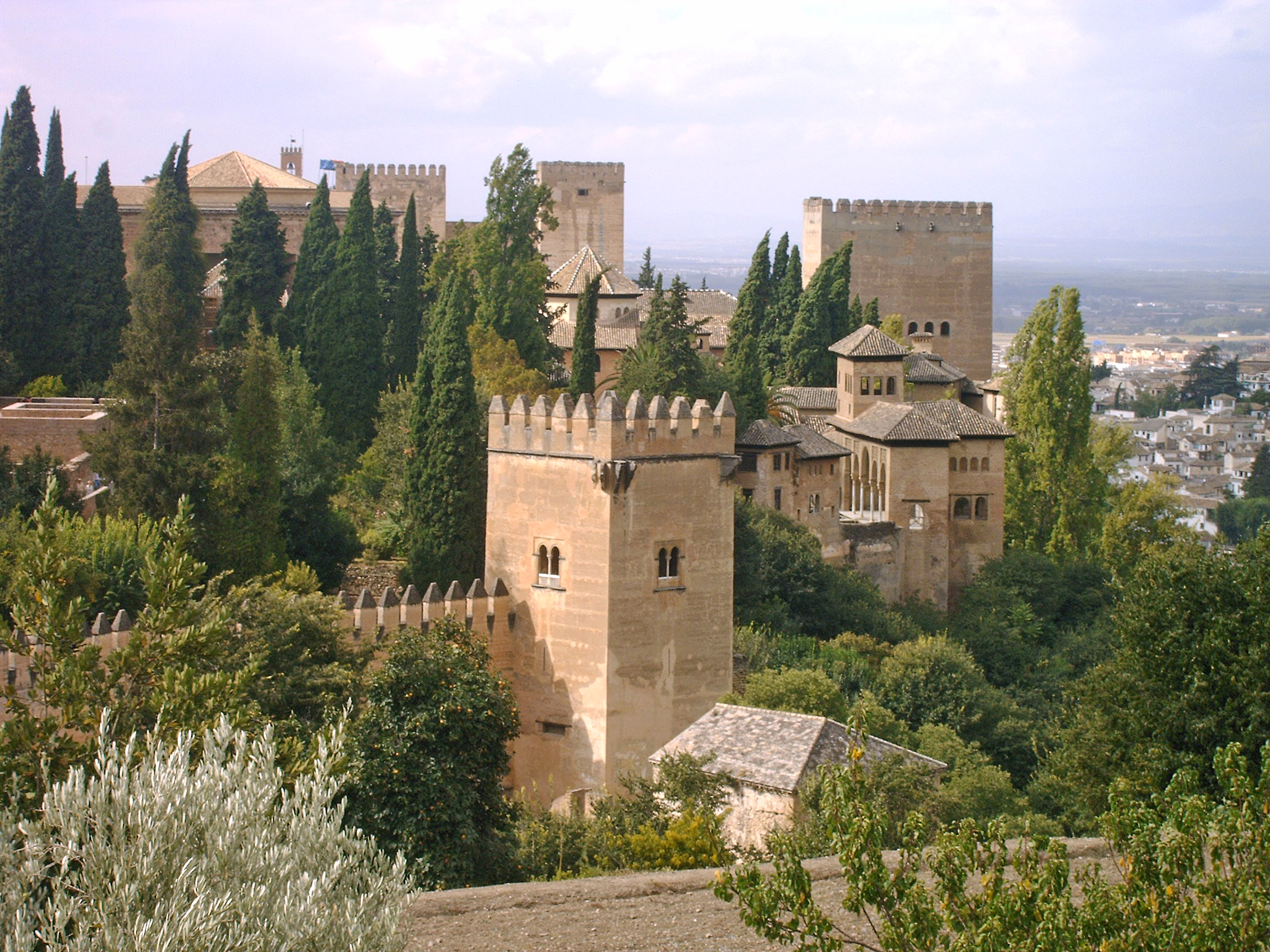
الحمرا

با سقوط بازا و اسارت الزغل در سال ۱۴۹۰، به نظر می‌رسید که جنگ به پایان رسیده است؛ فردیناند و ایزابلا نیز چنین تصوری داشتند. با این حال، بوعبدل از پاداش اتحاد خود با فردیناند و ایزابلا ناراضی بود، احتمالاً به این دلیل که سرزمین‌هایی که به او وعده داده شده بود توسط کاستیل اداره می‌شد. او پیمان دست‌نشاندگی خود را شکست و علیه پادشاهان کاتولیک شورش کرد، با وجود اینکه تنها شهر گرانادا و کوه‌های آلپوخاراس را در اختیار داشت. واضح بود که چنین وضعیتی در بلندمدت غیرقابل تحمل است، بنابراین بوعبدل درخواست‌های ناامیدانه‌ای برای کمک خارجی فرستاد. قایتبای، سلطان مصر، فردیناند را به آرامی به خاطر جنگ گرانادا سرزنش کرد، اما ممالیکی که بر مصر حکومت می‌کردند تقریباً در جنگی دائمی با ترکان عثمانی بودند. از آنجایی که کاستیل و آراگون دشمنان مشترک ترک‌ها بودند، سلطان تمایلی به برهم زدن اتحاد آنها علیه ترک‌ها نداشت. بوعبدل همچنین از سلطنت فاس در بحران درخواست کمک کرد، اما هیچ پاسخی در تاریخ ثبت نشده است. شمال آفریقا در طول جنگ به فروش گندم به کاستیل ادامه داد و به حفظ روابط تجاری خوب اهمیت می‌داد. در هر صورت، گرانادایی‌ها دیگر هیچ ساحلی برای دریافت کمک خارجی در اختیار نداشتند. هیچ کمکی به گرانادا نخواهد رسید.

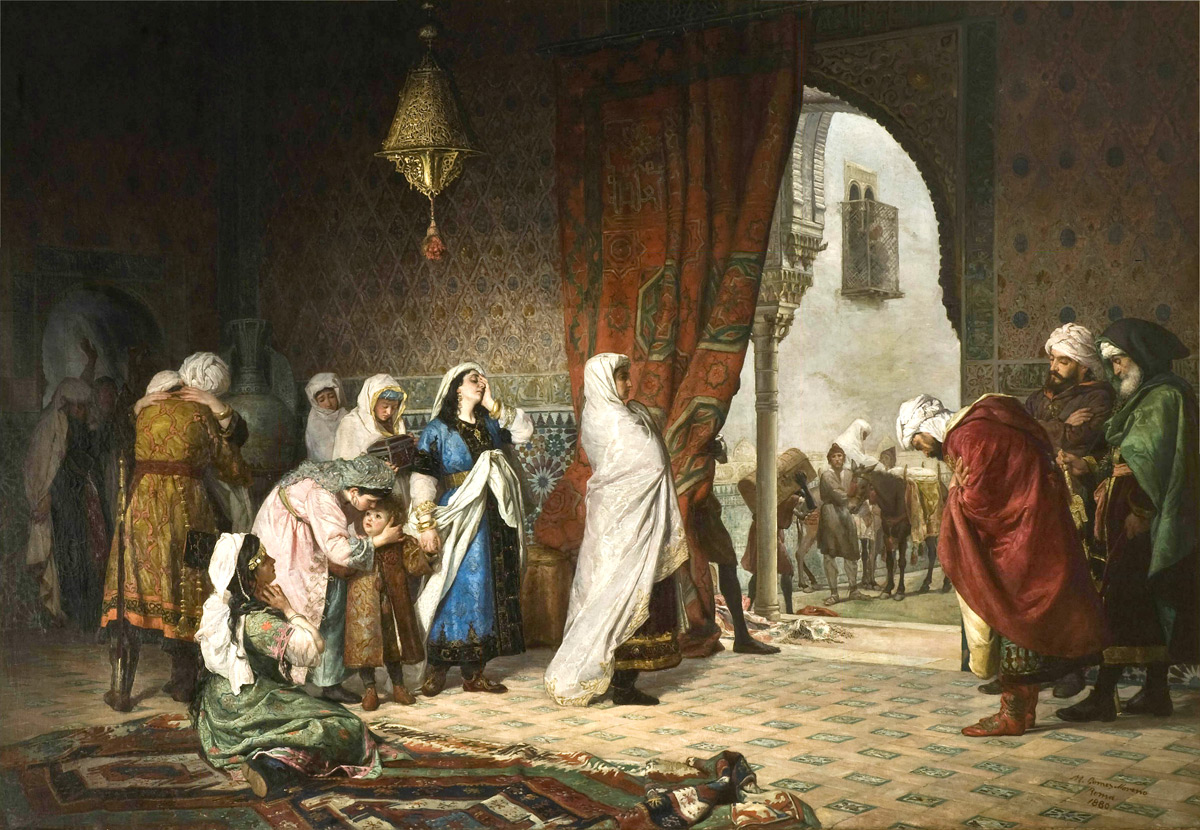
نقاشی خانواده محمد دوازدهم در الحمرا لحظاتی پس از سقوط گرانادا

محاصره هشت‌ماهه گرانادا در آوریل ۱۴۹۱ آغاز شد. وضعیت مدافعان به تدریج وخیم‌تر شد، زیرا نیروهای آنها برای مداخله در محاصره کاهش یافت و مشاوران علیه یکدیگر توطئه می‌کردند. رشوه دادن به مقامات مهم رواج داشت و به نظر می‌رسد که حداقل یکی از مشاوران ارشد بوعبدل در تمام این مدت برای کاستیل کار می‌کرده است. پس از نبرد گرانادا، یک تسلیم موقت، پیمان گرانادا (۱۴۹۱)، در ۲۵ نوامبر ۱۴۹۱ امضا شد که دو ماه به شهر مهلت داد. دلیل این تأخیر طولانی نه سرسختی هیچ‌یک از طرفین، بلکه ناتوانی دولت گرانادا در هماهنگی در میان بی‌نظمی و آشفتگی حاکم بر شهر بود. پس از مذاکره بر سر شرایط، که برای جمعیت مسلمان محلی نسبتاً سخاوتمندانه بود، شهر در ۲ ژانویه ۱۴۹۲ تسلیم شد. مسیحیان محاصره‌کننده در آن روز نیروهایی را مخفیانه وارد الحمرا کردند تا در صورت بروز مقاومت، اقدام کنند، که چنین نشد. مقاومت گرانادا به پایان رسیده بود.

## تاکتیک‌ها و فناوری
بارزترین جنبه جنگ گرانادا قدرت بمباران‌ها و توپ‌ها در کوتاه کردن قابل توجه بسیاری از محاصره‌های جنگ بود. کاستیلی‌ها و آراگونی‌ها جنگ را تنها با چند قبضه توپ آغاز کردند، اما فردیناند از متخصصان فرانسوی و بورگوندی در جنگ‌های اخیر خود بهره می‌برد و مسیحیان به‌طور تهاجمی نیروهای توپخانه خود را افزایش دادند. با این حال، مسلمانان در استفاده از توپخانه بسیار عقب بودند و عموماً فقط از توپ‌های مسیحی غنیمت گرفته شده به صورت پراکنده استفاده می‌کردند. مورخ وستون اف. کوک جونیور نوشت: «قدرت آتش باروت و عملیات محاصره توپخانه‌ای در جنگ گرانادا پیروز شد و سایر عوامل پیروزی اسپانیا در واقع ثانویه و مشتق بودند.» تا سال ۱۴۹۵، کاستیل و آراگون در مجموع ۱۷۹ قبضه توپ را در اختیار داشتند، که افزایش عظیمی نسبت به تعداد اندک دیده شده در جنگ جانشینی کاستیل بود.
تفنگ‌های اولیه آرکبوز نیز در این جنگ مورد استفاده قرار گرفتند، اگرچه به میزان کمی. شوالیه‌های سنگین‌سوار در جنگ گرانادا نقش بسیار کمتری نسبت به جنگ‌های پیشین داشتند. در عوض، سواره نظام سبک خینتس نقش برجسته‌تری ایفا کرد. نبردهای دشت باز که در آن سواره نظام مهم‌ترین عامل بود، نادر بود؛ گرانادایی‌ها که به شدت از نظر تعداد کمتر بودند، عموماً از چنین نبردهایی اجتناب می‌کردند. کاستیلی‌ها همچنین تعداد زیادی نیروی پشتیبانی را به کار گرفتند؛ نیروی عظیمی از کارگران در سال ۱۴۸۳ برای نابودی محصولات و غارت روستاها به جای درگیری مستقیم در نبرد بسیج شدند. هماهنگی و تدارکات با توجه به زمین‌های کوهستانی دشوار بود، اما مسیحیان با جدیت مجموعه‌ای از جاده‌ها را از طریق کوه‌ها برای رساندن غذا و تدارکات به نیروهای خود ساختند.
از نظر سیاسی، بسیاری از اشراف بر کنترل نیروهای خود اصرار داشتند، اما فردیناند و ایزابلا همچنان قادر به اعمال درجه بالایی از کنترل در هدایت ارتش به‌طور کلی بودند. در همین حال، گرانادایی‌ها گرفتار جنگ داخلی بودند و از ایجاد یک فرماندهی متحد جلوگیری می‌کردند. ارتش مسیحی تقریباً کاملاً کاستیلی بود؛ مشارکت مزدوران آراگونی و خارجی حداقل بود. از ارتش کاستیل، اندلس بسیار بیشتر از سایر مناطق نیرو اعزام کرد و بخش زیادی از جمعیت آن به جنگ اعزام شدند. اشراف اکثریت سواره نظام پرهزینه را تأمین می‌کردند.

## نقاط قوت ارتش‌های درگیر
در مورد قدرت واقعی ارتش‌های درگیر، طبق منابع اصلی، ارتش‌های کاستیل در سال‌های اوج تلاش نظامی (۱۴۸۲، ۱۴۸۳، ۱۴۸۶، ۱۴۸۷، ۱۴۸۹ و ۱۴۹۱) بین ۵۰٬۰۰۰ تا ۷۰٬۰۰۰ سرباز و در سال‌های آرام‌تر (۱۴۸۴، ۱۴۸۵، ۱۴۸۸ و ۱۴۹۰) بین ۱۰٬۰۰۰ تا ۲۹٬۰۰۰ سرباز تخمین زده می‌شوند، قدرتی که توسط محققان مدرن مانند لادرو کسادا پذیرفته شده است. با این وجود، به گفته گارسیا د گابیولا، حفظ، پرداخت و تغذیه ارتش‌هایی با چنین قدرتی فراتر از منابع دولت‌های مدرن تازه تأسیس بود. برای لشکرکشی‌های ایتالیا (۱۴۹۴–۱۵۰۳)، حداکثر تعداد سربازان اسپانیایی ۵٬۰۰۰، ۹٬۰۰۰ یا ۱۵٬۰۰۰ نفر بود، بنابراین اعداد ثبت شده ۵ تا ۱۰ سال قبل برای گرانادا بسیار تعجب‌آور است. با در نظر گرفتن درآمد کاستیل در این دوره (۱۳۰ تا حدود ۲۰۰ میلیون ماراوِدی در سال)، به سختی قابل باور است که کاستیل می‌توانسته بیش از ۸٬۰۰۰ تا ۲۰٬۰۰۰ سرباز سازماندهی کند. در واقع، لادرو کسادا تعداد محموله‌های غلات خریداری شده توسط کاستیل در چندین سال را ثبت کرده است و گارسیا د گابیولا تعداد سربازانی را که می‌توانسته‌اند از طریق این محموله‌های غلات تغذیه شوند، محاسبه کرده است و نتایج او ۱۲٬۰۰۰ مرد برای سال ۱۴۸۲ (محاصره لوخا)؛ ۸٬۰۰۰ مرد برای سال‌های ۱۴۸۳ و ۱۴۸۴ (غارت مزارع گرانادا)؛ ۱۰٬۰۰۰ مرد در سال ۱۴۸۵ (محاصره روندا)؛ ۱۰–۱۲٬۰۰۰ سرباز در سال ۱۴۸۶ (دومین محاصره لوخا)؛ ۱۲٬۰۰۰ نفر برای سال ۱۴۸۷ (محاصره مالاگا)؛ ۱۰–۱۲٬۰۰۰ نفر در سال ۱۴۸۸ (اولین محاصره بازا)؛ ۲۰٬۰۰۰ سرباز در سال ۱۴۸۹ (دومین محاصره بازا، بیشترین محموله‌های غلات خریداری شده، که با بیشترین درآمد کاستیل در طول این لشکرکشی، حدود ۲۰۰ میلیون، نیز همزمان است)؛ و ۱۰–۱۲٬۰۰۰ مرد برای سال‌های ۱۴۹۰–۹۱ (محاصره نهایی گرانادا) است. ۲۰٪ از آنها باید سواره نظام می‌بودند.
در رابطه با ارتش‌های مسلمان، به گفته گابیولا، قدرت‌های ذکر شده توسط منابع (۱۵٬۰۰۰ تا ۵۰٬۰۰۰ پیاده‌نظام، یا ۴٬۵۰۰ تا ۷٬۰۰۰ سواره نظام) نیز باید رد شوند. قدرت‌های محتمل‌تر ذکر شده عبارتند از ۳٬۰۰۰ اسب (۱۴۸۲)، ۱٬۰۰۰ تا ۱٬۵۰۰ (۱۴۸۳، ۱۴۸۵ و ۱۴۸۷) یا حتی ۳۰۰ تا ۴۰۰ سوار (۱۴۸۹ و ۱۴۹۱). در مورد پیاده‌نظام، د میگل مورا اظهار داشت که یک سرباز مسلمان که در جریان محاصره بازا توسط کاستیلی‌ها اسیر شده بود، اعتراف کرد که قدرت واقعی پیاده‌نظام پادگان ۴٬۰۰۰ نفر بوده است نه ۱۵٬۰۰۰ نفر؛ بنابراین، ارتش‌های مسلمان نمی‌توانستند از حدود ۴٬۰۰۰ پیاده‌نظام تجاوز کنند. در پایان جنگ، نسبت ۲ به ۱ یا ۳ به ۱ به نفع ارتش‌های کاستیل بود.
جنگ گرانادا آموزش ارزشمندی برای جنگ‌های ایتالیا بود، جایی که ارتش‌ها و تاکتیک‌های کاستیل مانند ترسیو عملکرد خوبی از خود نشان دادند.

## پیامدها

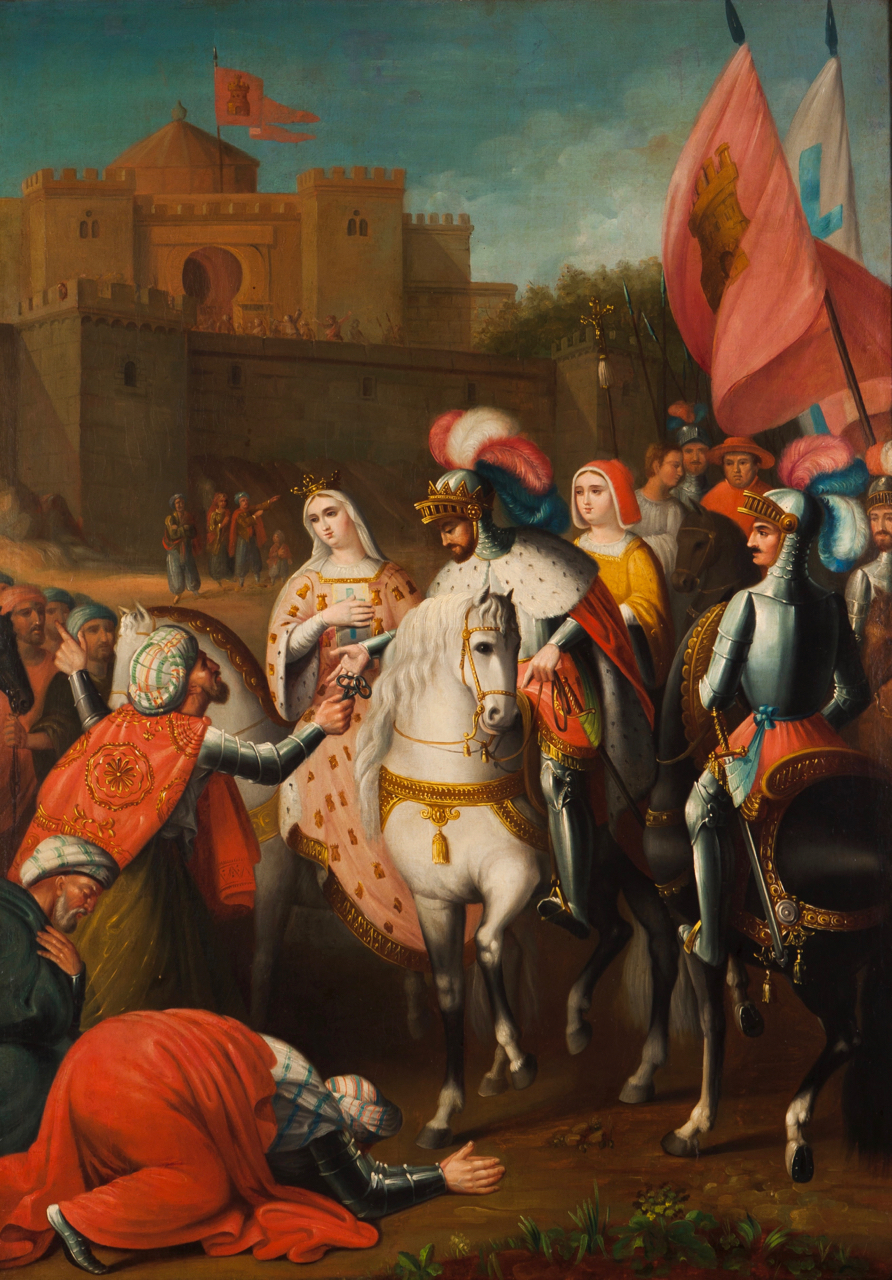
تسلیم گرانادا، اثر ویسنته بارنتو و واسکز

تسلیم گرانادا ضربه بزرگی به اسلام و پیروزی مسیحیت تلقی شد. دیگر دولت‌های مسیحی صمیمانه به فردیناند و ایزابلا تبریک گفتند، در حالی که نویسندگان اسلامی با ناامیدی واکنش نشان دادند. در کاستیل و آراگون، جشن‌ها و گاوبازی‌ها برگزار شد. مردم در خیابان‌ها شادمانی کردند. برای جهان مسیحیت، بازپس‌گیری گرانادا از حکومت اسلامی به عنوان موازنه با از دست دادن قسطنطنیه به دست ترکان عثمانی چهل سال قبل تلقی شد.
شرایط پیمان تسلیم گرانادا با توجه به اینکه مسلمانان چیز زیادی برای چانه‌زنی نداشتند، کاملاً سخاوتمندانه بود. این شرایط مشابه شرایطی بود که به شهرهایی که زودتر تسلیم شده بودند، زمانی که نتیجه جنگ در هاله‌ای از ابهام بود، پیشنهاد شده بود. به مدت سه سال، مسلمانان می‌توانستند آزادانه مهاجرت کرده و بازگردند. آنها اجازه داشتند سلاح‌های خود را نگه دارند، اگرچه سلاح گرم نه، حکمی که با این حال یک ماه بعد لغو شد. هیچ‌کس مجبور به تغییر دین نمی‌شد، حتی مسیحیان سابق که به اسلام گرویده بودند. به بوعبدل پول و حکومت یک شاهزاده‌نشین کوچک در کوهستان‌های آلپوخاراس، منطقه‌ای که در هر صورت کنترل آن دشوار بود، پیشنهاد شد. در ابتدا، بیشتر گرانادا فتح شده با احترام رفتار شد و بنابراین به مدت هفت سال عمدتاً باثبات بود، اگرچه فرمان الحمرا در سال ۱۴۹۲ یهودیانی را که کانورسو (مارانو) نبودند، اخراج کرد.
شاه بوعبدل به زودی موقعیت خود را غیرقابل تحمل یافت. او در اکتبر ۱۴۹۳ به مراکش رفت و حدود چهل سال بعد در آنجا درگذشت. سرانجام، کاستیل شروع به لغو برخی از جنبه‌های مداراتر پیمان کرد. این ابتکار توسط اسقف اعظم فرانسیسکو خیمنز دی سیسنروس رهبری شد، که دستور تغییر دین اجباری، سوزاندن نسخه‌های خطی ارزشمند عربی و سایر اقدامات مضر برای مسلمانان (و یهودیان) را صادر کرد.
این امر باعث شورش آلپوجاراس (۱۵۰۱-۱۴۹۹) شد که به اجبار بسیاری از مسلمانان به انتخاب بین غسل تعمید، تبعید یا اعدام پایان یافت. از آن زمان به بعد تنش‌ها بالا ماند و کاستیل مجبور شد نیروی نظامی بزرگی را در گرانادا برای جلوگیری از شورش‌های آینده حفظ کند. ایزابلا همچنین تفتیش عقاید اسپانیایی را تقویت کرد و فردیناند تفتیش عقاید را به آراگون آورد، جایی که قبلاً قدرتی نداشت.
کاستیل ذینفع اصلی جنگ بود، زیرا بیشترین پول و نیروی انسانی را نیز برای پیشبرد آن صرف کرده بود و گرانادا را به‌طور کامل ضمیمه کرد. فتح گرانادا برای موقعیت استراتژیک آراگون اهمیت چندانی نداشت، اما به تأمین حمایت کاستیل در ایتالیا و فرانسه، جایی که منافع آراگون در آنجا بود، کمک کرد. تأمین مالی جنگ وظیفه‌ای دشوار بود؛ هزینه کل تخمین زده شده ۴۵۰٬۰۰۰٬۰۰۰ ماراوِدی بود.
افزایش ظلم به مورها - که اکنون به عنوان موریسکو یا «مسیحیان جدید» شناخته می‌شوند - منجر به شورش آلپوجاراس (۱۵۷۱-۱۵۶۸) شد. پس از شکست مورها، که آسان نبود، تقریباً تمام موریسکوهای پادشاهی سابق گرانادا به سایر نقاط اسپانیا تبعید شدند.

## تأثیر فرهنگی
ژانر کاملی به نام رمان‌های مرزی (romances fronterizos) حول داستان‌های جنگ و نبردهای مرزی گرانادا شکل گرفت که اوج آن در سقوط گرانادا بود. خینس پرس د هیتا نمونه اولیه‌ای از داستان تاریخی، جنگ‌های داخلی گرانادا (Guerras civiles de Granada)، روایتی عاشقانه از جنگ نوشت که بر جوانمردی و قهرمانی در هر دو طرف تأکید داشت. به نظر می‌رسد تعدادی داستان و آهنگ توسط دولت سلطنتی برای کمک به تقویت روحیه برای مبارزه طولانی حمایت شده‌اند؛ "Sobre Baza" شعری بود که در سال ۱۴۷۹ سروده شد و بر پایداری در محاصره طولانی تشویق می‌کرد. آهنگ "Setenil, ay Setenil"، سروده شده در سال ۱۴۸۴، امیدوار بود که فردیناند "تا اورشلیم" را فتح کند. آهنگ "Una sañosa porfía" اثر خوان دل انسینا، تصویر جنگ را بر زبان خود شاه بوعبدل می‌گذارد.
نمایشنامه‌نویس باروک اسپانیایی کالدرون د لا بارکا نمایشنامه‌ای دربارهٔ فتح گرانادا با عنوان "Amar despues de la Muerte" نوشت. این اثر در سال ۱۸۵۳ توسط دنیس فلورنس مک‌کارتی و بار دیگر توسط روی کمپبل در سال ۱۹۵۹ به "Love After Death" ترجمه شد. نمایشنامه‌نویس انگلیسی جان درایدن یک درام قهرمانانه به نام "فتح گراناداً نوشت که در سال ۱۶۷۲ منتشر شد و بر یک مثلث عشقی عاشقانه و تضاد وفاداری در دو جناح دشمن گرانادا تمرکز دارد و کاستیلی‌های محاصره‌کننده را در پس‌زمینه قرار می‌دهد.
روز فتح گرانادا (Día de la Toma de Granada) یک جشنواره مدنی و مذهبی است که هر سال در سالگرد فتح شهر، ۲ ژانویه، در گرانادا برگزار می‌شود. در قرن بیست و یکم، احزاب چپ از این تاریخ انتقاد و آن را تحریم کرده‌اند و در عوض پیشنهاد می‌کنند که جشنواره گرانادا به نام ماریانا پیندا، قهرمان قرن نوزدهمی، باشد. در سال‌های ۲۰۱۹ و ۲۰۲۰، حزب مردم (PP) این رویداد را جشن گرفت، که حزب وکس (Vox) و گروه هوگار سوسیال نیز در آن شرکت داشتند و پرچم‌های اسپانیا را توزیع می‌کردند، در حالی که شرکت‌کنندگان در تمجید از هویت اسپانیایی شعار می‌دادند، در حالی که گروه‌های دیگر مانند چپ ضدسرمایه‌داری انقلابی برای مخالفت با این جشن به‌طور کامل حاضر شدند و فتح را نسل‌کشی نامیدند. در طول جشن، لژیون اسپانیایی با گروه موسیقی خود رژه می‌رود؛ این رویداد به نقطه تجمع گروه‌های راست افراطی و ملی‌گرا تبدیل شده است که در سال‌های اخیر باعث بروز حوادثی شده‌اند. سوسیالیست‌های اسپانیا موضع خود را از حذف جشن به افزودن رژه مورها نیز به عنوان نشانه‌ای از «برخورد فرهنگی» تغییر دادند.